# Plan totalny

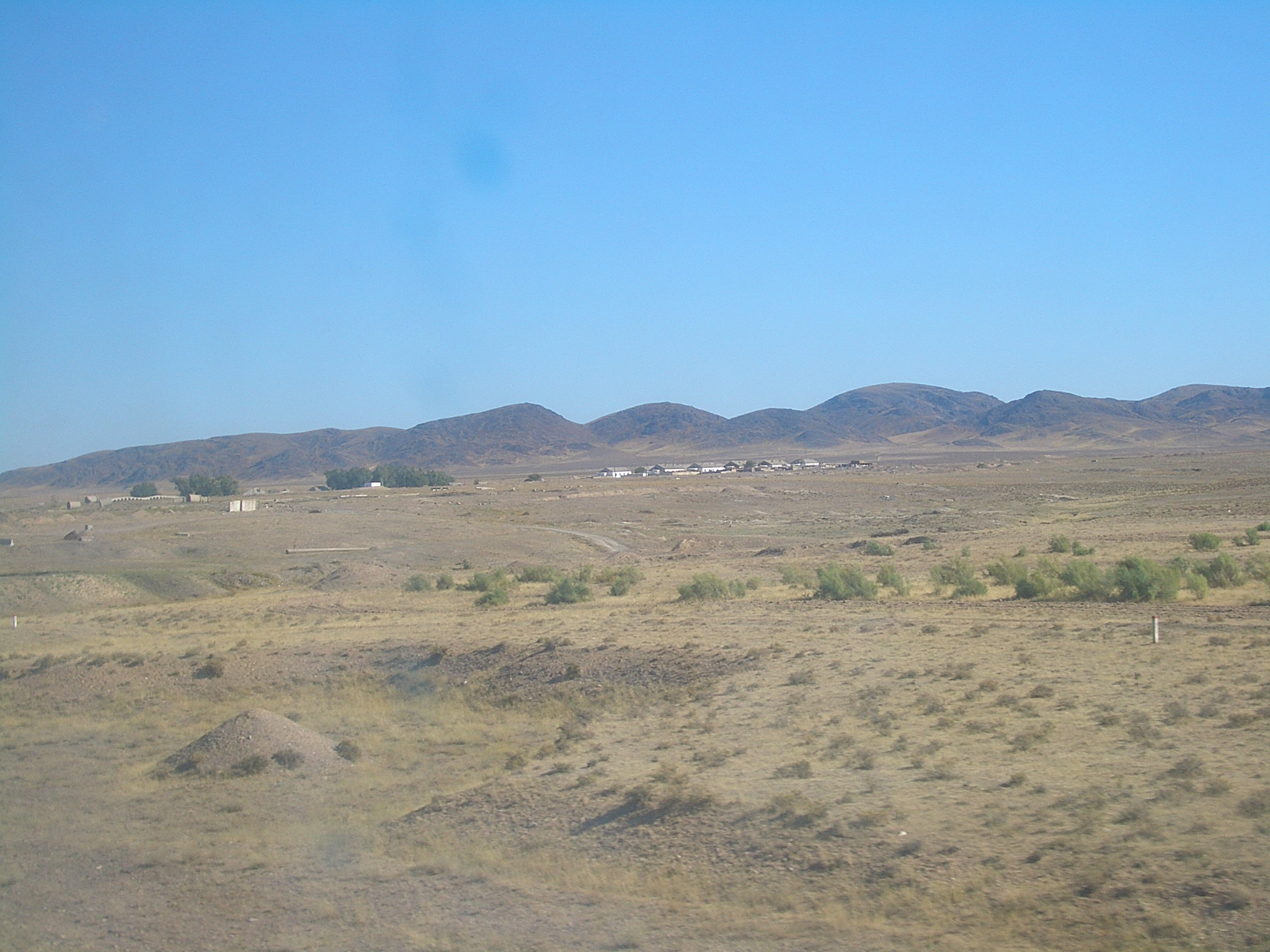
Plan totalny

Plan totalny lub plan daleki (ang. long shot) – rodzaj planu filmowego opierający się na pełnym pokazaniu miejsca akcji. Sylwetki bohaterów są widoczne z daleka i nie są na ogół rozpoznawalne.
Plan daleki posiada dużą wartość informacyjną – pozwala na rozpoznanie miejsca akcji, jego podstawowej topografii, warunków w nim panujących, a niekiedy również czasu akcji, z tego powodu bywa bardzo często stosowany do otwarcia filmu. Może też kończyć film ze względu na swoją wartość uogólniającą, możliwość umieszczenia opowiedzianej historii w szerszej perspektywie. Plan ogólny może też służyć niesieniu konkretnych wartości emocjonalnych – wskazywaniu na zagubienie i przytłoczenie jednostki otoczeniem.
Plan daleki był szeroko stosowany przez włoskich neorealistów.
W niektórych źródłach bywa utożsamiany z planem ogólnym.